# جسر ميلفيو

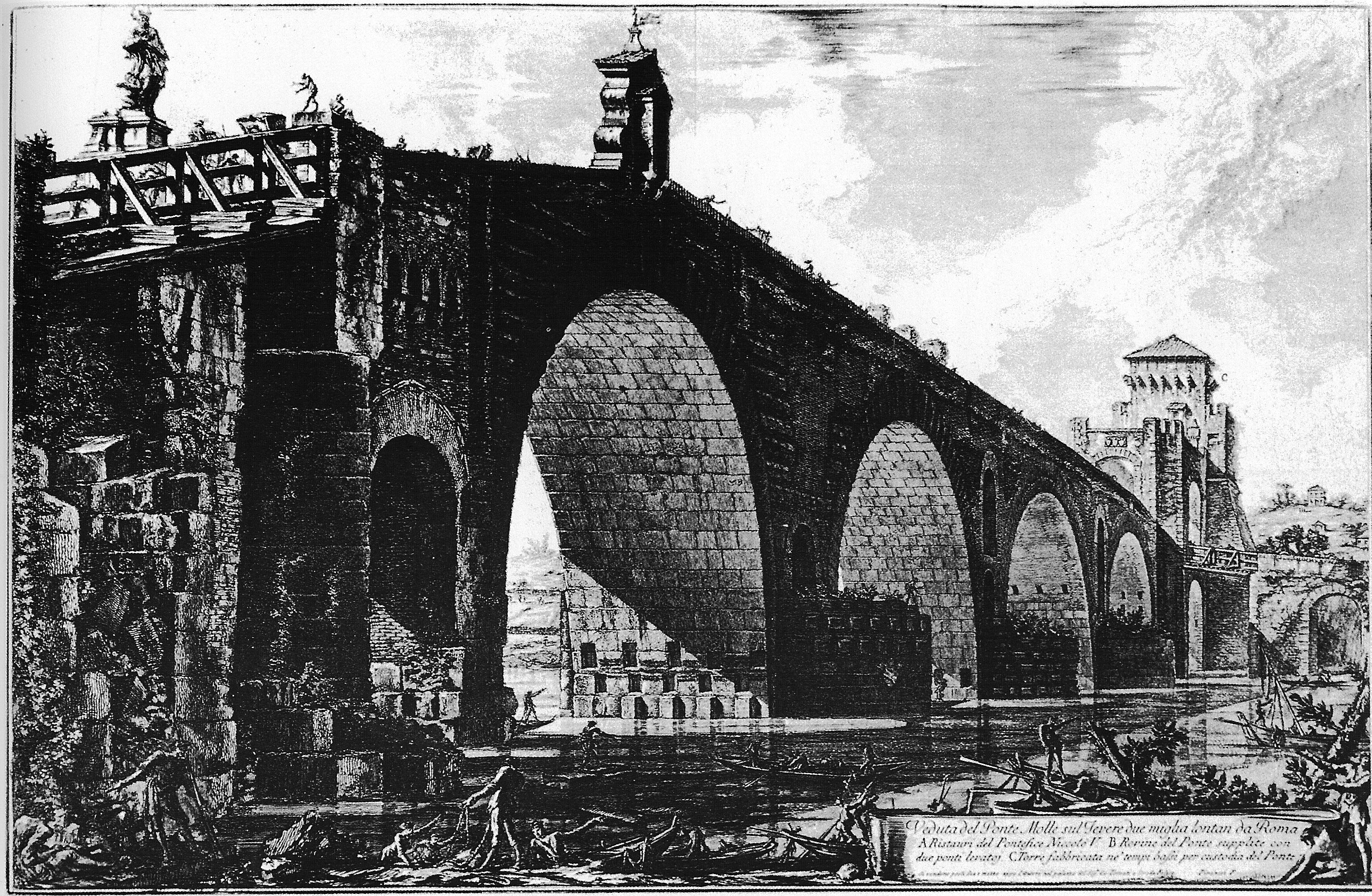
جسر ميلفيو

جسر ميلفيو Ponte Milvio أحد أهم الجسور المقامة على نهر التيبر في إيطاليا. ويقع في شمال روما.
بناه جايوس كلاوديوس نيرو الذي كان قنصلا، في عام 206 قبل الميلاد، بعدما هزم الجيش القرطاجي في معركة ميتاوروس. وفيما بعد قام القنصل ماركوس سكاوروس في عام 115 قبل الميلاد بتدمير الجسر وبنى مكانه جسرا جديدا من الحجارة. وفي عام 312 م هزم قسطنطين الأول ألد خصومه ماكستينيوس بين هذا الجسر وساكسا روبرا، في معركة شهيرة باسم معركة جسر ميلفيو.